# Anas flavirostris flavirostris
Anas flavirostris flavirostris es la subespecie de llanura del pato barcino, pato paramuno, pato jergón chico o cerceta barcina (Anas flavirostris), un ave endémica del sur de América del Sur.

## Distribución
Su distribución comprende desde el archipiélago de Tierra del Fuego y las islas Malvinas, a través de toda la Argentina y el centro y sur de Chile, hasta el Uruguay, Paraguay, el sur de Brasil, y el sudeste de Bolivia. Durante el invierno las poblaciones australes migran hacia el norte, llegando hasta Uruguay y el sur de Brasil. Otras poblaciones viven en las regiones andinas, desde Venezuela hasta Perú, Bolivia y el norte de Chile.

## Hábitats
Habita en ambientes acuáticos en general, lagos y lagunas de agua dulce, salobre y salada. Ocupa hábitats desde el nivel del mar hasta los 4400 metros de elevación.

## Características
Es muy parecido a la otra subespecie de Anas flavirostris: A. flavirostris oxyptera, la cual habita a mayor latitud. Es separable por tener el punteado de la cabeza y cuello menos denso, lo que le otorga a esa áreas una apariencia más clara. Otro característica es que el notable contraste entre el dorso oscuro versus el ventral claro de la especie de altura, en esta no se presenta. Por último el tamaño es notablemente menor: 33 cm, mientras que la raza de altura es de 37 cm. No hay dimorfismo sexual en el plumaje: machos y hembras son similares. Para algunos taxónomos, es posible que se traten de dos especies plenas. 
Se alimenta de vegetales y pequeños invertebrados. Generalmente nidifica sobre los árboles, aunque también puede hacerlo en el suelo. Pone de 5 a 8 huevos. La incubación tarda 24 días.